# الکترونیک راک
الکترونیک راک که همچنین به نام الکترو راک یا راک سنتز نیز شناخته می‌شود، زیر سبکی از موسیقی راک و موسیقی الکترونیک است. الکترونیک راک از سازهایی که در هر دو سبک یافت می‌شوند استفاه می‌کند. پیدایش الکترونیک راک از سال‌های پایانی دهه ۱۹۶۰ زمانی که گروه‌های راک آغاز به استفاده از سازهای الکترونیکی در موسیقی خود کردند، آغاز می‌شود. گروه‌های الکترونیک راک از المان‌های سبک‌های موسیقی دیگری مانند پانک راک، راک صنعتی، هیپ-هاپ و تکنو را در هم می‌آمیزند که به پیدایش شاخه‌های دیگری از الکترونیک راک مانند ایندیترونیکا، دنس-پانک و الکتروکلش کمک کرده است. الکترونیک راک که از آمیزش راک و الکترونیک به میان آمده است، از سازهایی که در هر دو سبک وجود دارد مانند سینت سایزر، ملوترون، سازهای الکتروآکوستیک، گیتار برقی و درام استفاه می‌کنند. هرچند برخی از موسیقیدانان الکترونیک راک از استفاده از گیتار برقی اجتناب می‌کنند و از سازهای الکترونیک یا رایانه به جای گیتار استفاه می‌کنند.
به گفته منتقد موسیقی سیمون رینولدز: «نخستین گروه‌هایی که از ساز ه‌های الکترونیک در موسیقی خود استفاه کردند وایت نویز و گونگ بودند». تروور پینچ و فرانک تروکو نویسندگان کتاب «روزهای آنالوگ» در سال ۲۰۰۴ می‌گویند: «ترانه سال ۱۹۶۶ گروه بیچ بویز با نام نوسان شگرف» اولین ترانه است که از سازهای الکترونیک در موسیقی راک اند رول استفاه می‌کنند». از سایر گروه‌های که سینث سایزرها و شگردهای موسیقی الکتروآکوستیک و موسیقی بتنی را با سازهای راک در هم آمیختند می‌توان سیلور اپل، فیفتی فوت هووس، سیرینکس، لوتار اند دِ هند پیپول، بیور و کراوس و توتوز اکسپندینگ هدبند را نام برد. برخی از این گروه‌ها در دهه ۱۹۶۰ سایکدلیک راک را با موسیقی زیرزمینی و آوانگارد در هم آمیختند و توانستند فروش خوبی به دست آورند.
در دهه ۱۹۷۰ گروه‌های کراتروک آلمانی مانند نئو!، کرفتورک، کن و آمون دول مرزهای موسیقی راک را با استفاده از سازهای تازه الکترونیکی و مدرن به چالش کشیدند. در سال ۲۰۰۴ مجله آنکات در مقاله ای می‌نویسد: «تأثیر کرفتورک بر الکترونیک راک را در جنگ کم (۱۹۷۷) دیوید بووی و کید ای (۲۰۰۰) ریدیوهد می‌توان دید». در سال‌های نخست دهه ۲۰۰۰ الکترونیک راک به‌طور فزاینده ای محبوب شده است.

## هنرمندان
فهرست برخی هنرمندان یا گروه‌هایی که این سبک را اجرا کرده‌اند.
- لینکین پارک
- ریدیوهد
- دپش مد
- واک د مون
- گاربج